# Шкільна вулиця (Мелітополь)
Шкільна вулиця — вулиця в Мелітополі на Юрівці. Починається від 2-го Лютневого провулока біля школи № 22, а закінчується перехрестям з Будівельною вулицею. Забудована приватними будинками.

## Історія
Проєкт прорізки вулиці затверджено 16 березня 1951. Вулиця отримала назву 2-гої Пролетарської, за аналогією з вже існуючою паралельною їй Пролетарською вулицею (теперішня вулиця Володимира Тимошенка). 26 травня 1961 року вулиця була перейменована на Шкільну.